# Folkvid
Folkvid (c. 1150) fue un noble sueco de Värmland y lagman (jurista) de aquel territorio durante la segunda mitad del siglo XII. Aparece únicamente en la Böglunga sögur donde se cita su matrimonio con Cecilie Sigurdsdatter (1154 - 1185), hija bastarda de Sigurd II de Noruega. 

## Historia
Cecilia había sido forzada al matrimonio con Folkvid, por los enemigos de su padre tras su derrota y muerte en 1155. En 1177, Sverre I de Noruega llega al país y encabeza la facción rebelde de los birkebeiner, reclamando el trono y reconociendo a Cecilia como hermana. Cecilia abandonó a su marido y regresó a Noruega, posiblemente llevándose a su hijo Haakon con ella. El matrimonio fue concertado por Erling Skakke, pero anulado en 1184 por el arzobispo de Nidaros, a iniciativa de Sverre I de Noruega que buscaba alianzas en Trøndelag y quería casar a Cecile con el influyente Bård Guttormsson.
Algunos historiadores suecos no aceptan la existencia de Folkvid como personaje histórico y lo limitan a la ficción, probablemente por la falta de información y carencia de citas en las crónicas contemporáneas suecas.

## Herencia
De su relación con Cecile, tuvo un heredero, Haakon el Loco.